# Торфяник
Торфяник — биологический объект (экосистема), образующийся на базе торфяного болота или отложений торфа. Торфяником также называют месторождение торфа. Подробнее см. торфяное болото.
В разных геоморфологических условиях выделяются низинный, переходный и верховой типы, отличающиеся видовым составом. В процессе роста торфяника, при уменьшении минерального питания, он может переходить от низинного к верховому типу.
При среднегодовых температурах ниже нуля в зонах вечной мерзлоты промерзшие торфяники называются пальсами.